# V Большой Медведицы
V Большой Медведицы (лат. V Ursae Majoris) — одиночная переменная звезда в созвездии Большой Медведицы на расстоянии (вычисленном из значения параллакса) приблизительно 7493 световых лет (около 2297 парсеков) от Солнца. Видимая звёздная величина звезды — от +11,5m до +9,5m.

## Характеристики
V Большой Медведицы — красная пульсирующая полуправильная переменная звезда типа SRB (SRB) спектрального класса M5-M6.